# Morwell-Nationalpark
Der Morwell-Nationalpark ist ein Nationalpark mit 565 Hektar Fläche im südlichen Gippsland im australischen Bundesstaat Victoria. Er liegt ca. 140 Kilometer östlich von Melbourne und 16 Kilometer südlich von Morwell im Strzelecki-Gebirge.
Dort finden sich Reste des früher weit verbreiteten Hartlaubwaldes. Gemäßigter Regenwald ist auf tiefe Klammen beschränkt. 320 unterschiedliche Pflanzenarten wurden im Park festgestellt, darunter fünf seltene und bedrohte Arten und 44 Orchideenarten. Die Fauna besteht aus 129 Arten: 19 Säugetierarten, 96 Vogelarten, elf Reptilarten und drei Amphibienarten.
Unkraut und eingeschleppte Tierarten stellen eine Bedrohung für das ursprüngliche Ökosystem des kleinen Nationalparks dar.